# Wojciech Buciarski
Wojciech Buciarski (Polonia, 17 de abril de 1950) es un atleta polaco retirado especializado en la prueba de salto con pértiga, en la que consiguió ser subcampeón europeo en pista cubierta en 1975.

## Carrera deportiva
En el Campeonato Europeo de Atletismo en Pista Cubierta de 1975 ganó la medalla de plata en el salto con pértiga, con un salto por encima de 5.30 metros, siendo superado por el finlandés Antti Kalliomäki (oro con 5.35 metros) y por delante de su paisano polaco Władysław Kozakiewicz (bronce con 5.30 metros).